# Tropheus
Tropheus là một chi cá trong họ cá hoàng đế Cichlidae thuộc bộ cá vược Perciformes. Chi cá này có một số loài được ưa chuộng để nuôi làm cá cảnh.

## Đặc điểm
Chúng có nguồn gốc từ những vùng nước quanh vỉa đá phía bắc hồ Tanganyika, châu Phi. Chúng là một trong những loài cá đẹp của hồ Tanganyika, với màu đen toàn thân điểm những chấm trắng khi còn nhỏ, và khi trưởng thành, đầu chúng chuyển màu xanh, giữa thân có một vạch trắng hoặc vàng. Giống như những con cá khác trong chi Tropheus, chúng rất hung dữ đối với những cá thể cùng loại. Cá Tropheus Duboisi có khả năng làm vệ sinh bể cá rất tốt.
Những con Tropheus Duboisi Cichlid là loài cá ấp trứng miệng, và cũng là loài khó khăn trong việc nhân giống và nuôi dưỡng so với hầu hết các loài Cichlid khác. Đây là một loài cá rất chậm phát triển và có thể mất một vài năm để có thể đạt tới độ tuổi sinh sản. Vào thời điểm đó, những con đực thường to lớn hơn những con cái, và có một mũi bật lên so với con cái. Thời gian ấp trứng trong khoảng 28 ngày, thức ăn cho cá con là những loại thịt mịn nghiền, trong vài tháng đầu tiên cho đến khi chúng ăn được rau riếp hoặc rong biển. Chế độ ăn uống của chúng tập trung vào thực vật, rong biển khô hoặc rau xà lách là thức ăn hàng ngày. 

## Các loài
- Tropheus annectens Boulenger, 1900
- Tropheus brichardi Nelissen & Thys van den Audenaerde, 1975
- Tropheus duboisi Marlier, 1959
- Tropheus kasabae Nelissen, 1977
- Tropheus moorii Boulenger, 1898
- Tropheus polli G. S. Axelrod, 1977